# Księga Świętej Magii Abramelina Maga
Księga Świętej Magii Abramelina Maga – grimoire opowiadający historię egipskiego czarnoksiężnika, Abramelina, który uczył magii niemieckiego Żyda, Abrahama (1362-1458).
Grimoir ten to rodzaj listownego opowiadania, w którym Abraham opisuje synowi Lamechowi swoją podróż z Niemiec do Egiptu, spotkanie z Abramelinem i tajemnice kabalistycznego systemu. System ów polegać ma na odprawieniu rytuału wymaganego do zdobycia „wiedzy i konwersacji” Świętego Anioła Stróża. Przygotowania są pracochłonne, trudne i długie. W tłumaczeniu MacGregora Mathersa, w pierwszej fazie pracy system trwać ma 6 miesięcy zanim dojdzie do jakiegokolwiek duchowego kontaktu. W czasie pracy nad systemem mag musi każdego ranka budzić się przed świtem, chodzić do specjalnie wyznaczonego miejsca i modlić się. Te same czynności wykonać powinien także przed zachodem słońca. Podczas fazy przygotowawczej mag powinien dostosować się do wielu nakazów tj. wstrzemięźliwość od alkoholu i od seksu, oderwanie od spraw związanych z pracą zawodową itp. Po tym czasie przybędzie Święty Anioł Stróż, aby nauczać tajemnic magii. Celem tych zabiegów magicznych jest wezwanie demonów, które dzięki pomocy Świętego Anioła Stróża będą ponoć służyć magowi. Za pomocą tych demonów, jak zapewnia Abramelin, można stać się niewidzialnym, latać, zmieniać kształt, poznać przyszłość itd. Pomocne w tych operacjach są również magiczne kwadraty i olejek Abramelina.
Księga istnieje w formie manuskryptów. Pochodzenie i autentyczność tego tekstu nie są jednoznacznie zweryfikowane. Tekst datowany jest na rok 1458.
Grimoire ten odegrał znaczącą rolę w rozwoju zachodniego okultyzmu. Korzystał z niego m.in. Aleister Crowley.
Polska wersja z roku 1910.